# Dichato
Dichato es un pueblo costero ubicado en la comuna de Tomé en la Región del Biobío, en la zona central de Chile. El pueblo está ubicado a 37 kilómetros al norte de la ciudad de Concepción y tiene 4486 habitantes según el censo de 2017.
Su geografía es una bahía muy cerrada, con aguas tranquilas pero muy frías, aptas para los deportes acuáticos, muy frecuentada en verano. Cuenta con numerosos restaurantes especializados en productos del mar y diversa oferta hotelera, en funcionamiento todo el año, pero ocupados principalmente en época estival. Durante el resto del año su principal actividad productiva es la pesca artesanal, con pintorescas embarcaciones.
El terremoto y tsunami del 27 de febrero de 2010 afectaron en gran manera a Dichato, principalmente su sector plano, donde la fuerza del mar destruyó todo a su paso.

## Toponimia
La palabra Dichato tiene origen mapuche (<düchantu) significa "dichal", "abundancia de dichas" (una hierba espinosa). Otra teoría es que deriva de dücha, "dicha" y ko = agua o de dëchatun, "arrancar dichas". Las dichas (del mapudungún dichon, dar estocada), nombre de varias yerbas de la familia de las nictigináceas, que engloba alrededor de 350 especies repartidas en 38 géneros (se caracterizan por tener unas hojas de bordes lisos opuestas a los tallos y las flores no tienen pétalos).

## Historia

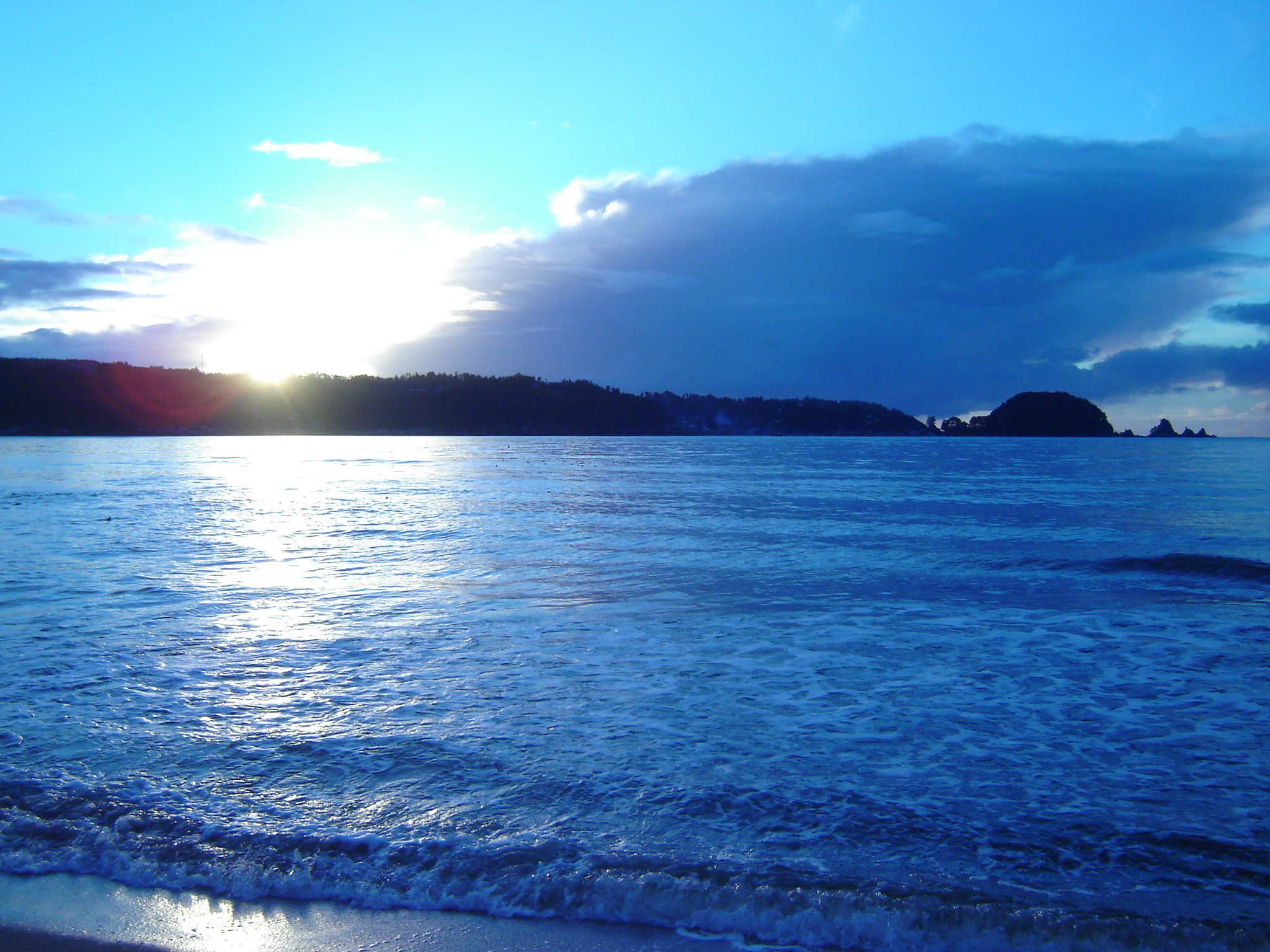
El Océano Pacífico sobre las playas de Dichato.

En 1826 se estableció en este lugar José Miguel Reyes, a quien se considera el fundador de Dichato.
En 1835, el 17 de abril, el naturalista Charles Darwin zarpó desde la bahía de Concepción en el bergantín Beagle y se dirigió hasta la bahía de Coliumo, donde se ubica Dichato. En ese sector examinó los mantos carbóníferos y también encontró fósiles. En el año 1856 Juan Mackay inicia los trabajos de explotación de carbón en la mina de Coliumo. Siete años más tarde Francisco Chávez se unió en sociedad con el ingeniero belga Eduardo Lemaitre y adquirieron los derechos mineros del fundo "El Molino" de Dichato, sin embargo, esa explotación minera no prosperó. Entre los años 1912 a 1920 el fundo es arrendado por Vicente Alberto Palacios, posteriormente Lautaro Rozas funda la "Sociedad carbonífera Dichato Limitada", que compra los derechos de Pantaleón Reyes, Casimiro Vera, Fernando González y José María Henríquez. La actividad carbonífera en Dichato decae después del terremoto de 1939, ante el surgimiento de las minas de Coronel y Lota.
Uno de los propietarios de tierras importantes en Dichato a fines del siglo XIX fue el empresario molinero Daniel Vera, quien repartió sus predios a sus hijos: Casimiro Vera Celedón (nacido en 1871, le legó Dichato y el sector Villarrica, (siendo esta la primera voz poética conocida, autor de cuartetas y epigramas y de un texto titulado «La pastora del Pingueral») y a Nestorina Vera los predios ubicados más al norte, de las playas Burca y Purema. La principal calle de la ciudad lleva el nombre de Daniel Vera; cruza en sentido norte-sur, y alberga la plaza cívica de la ciudad en un ensanchamiento de su bandejón central. El mismo nombre lleva el gimnasio.
Entre 1916 y comienzos de la década de 1990, Dichato contó con los servicios ferroviarios del Ramal Rucapequén-Concepción. Por este medio de transporte llegaban numerosos veraneantes de Chillán. El servicio regular de pasajeros se suprimió en la década de 1980, conservándose servicios especiales esporádicos por algunos años.
En el año 2005 se construyó la red de alcantarillado, y durante el 2007 se construyó la planta de tratamiento de aguas servidas, que evita la contaminación de la bahía.

### Terremotos de 2010 y 2011

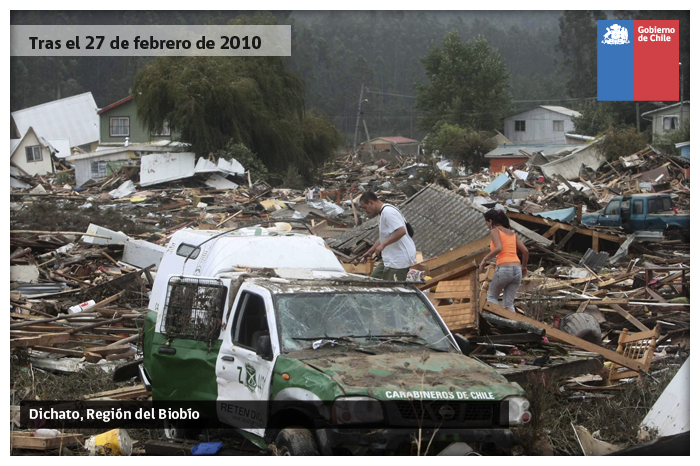
Dichato luego del terremoto de Chile de 2010.

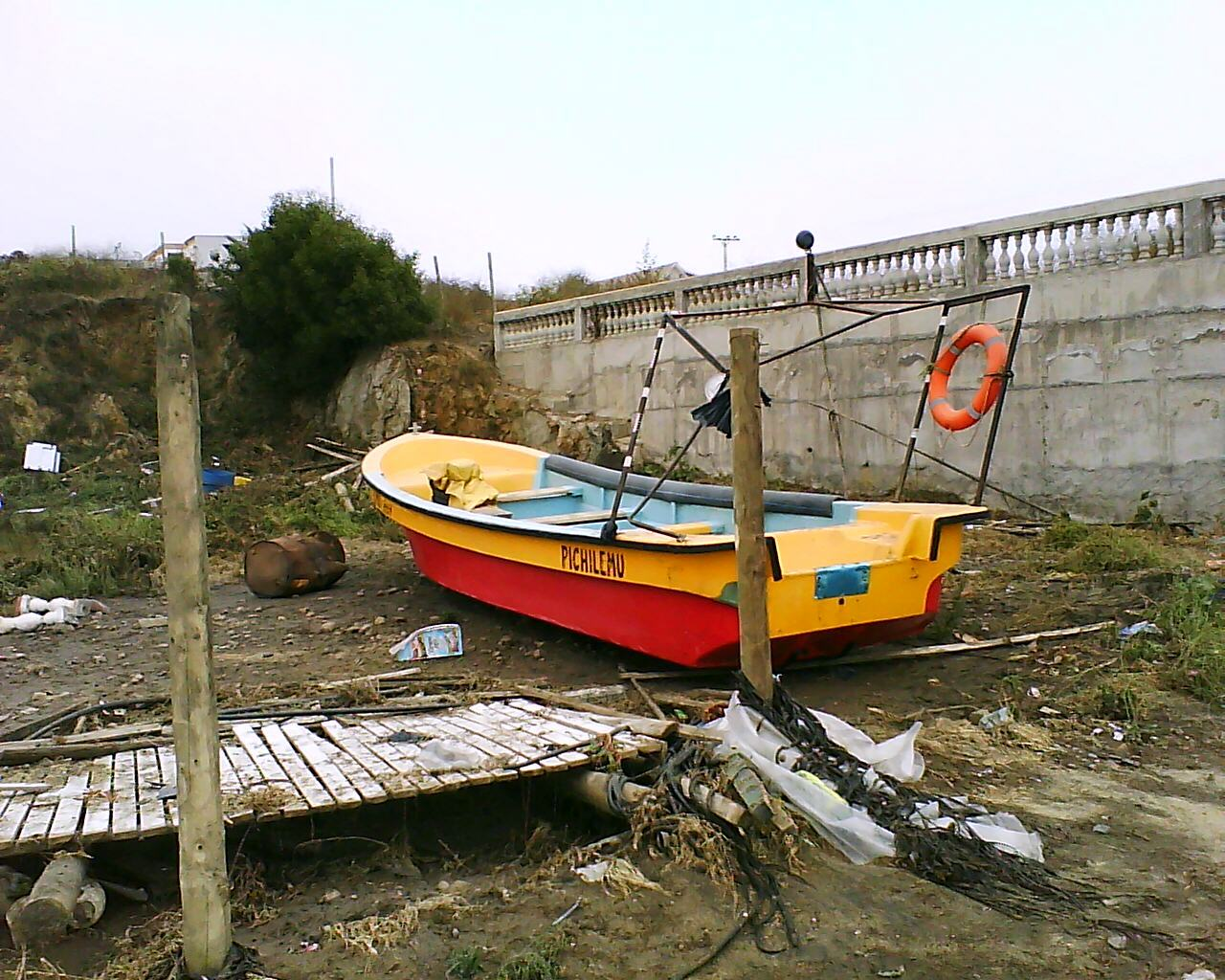
Dichato luego del terremoto de Chile de 2010.

El terremoto de Chile de febrero de 2010 dejó al 80% del pueblo de Dichato destruido, afectando las actividades pesqueras, gastronómicas y de servicios hoteleros. Muchas embarcaciones entraron en la zona poblada. El tsunami inundó 80 hectáreas del poblado y el agua alcanzó hasta los cuatro metros de altura.
Un año después, el terremoto y tsunami de Japón de 2011 provocó una marejada intensa en la costa de Dichato, Constitución y Coliumo arrastrando embarcaciones y afectando algunas viviendas.

### Reconstrucción de Dichato

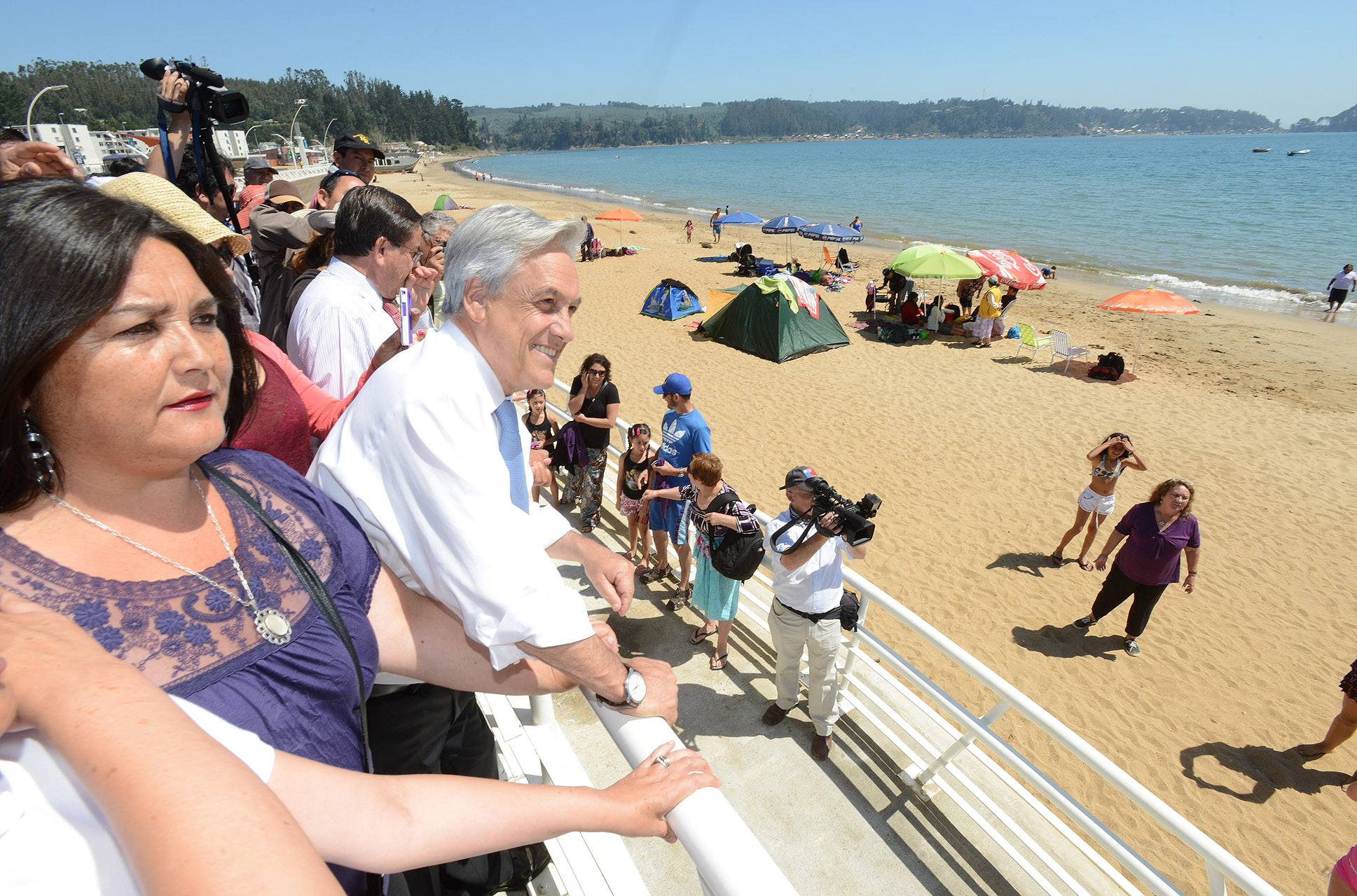
Inauguración de la costanera de Dichato, el 26 de febrero de 2013, con la presencia del expresidente Sebastián Piñera.

Entre los años 2011 y 2013 se desarrolló la reconstrucción de Dichato, incorporada en el Plan de Reconstrucción del Borde Costero, impulsado por el Ministerio de Vivienda y Urbanización, que incluyó a 18 localidades afectadas por el Terremoto de Chile de 2010. Entre las obras ejecutadas está la expropiación de los sitios ubicados en la primera línea de la orilla, para ensanchar la calle y generar un "parque de mitigación" de un futuro tsunami. Se construyó un muro de defensa costero de 800 metros de largo y un paseo peatonal. También se reconstruyeron cerca de 600 viviendas, algunas en sectores más altos y alejados del mar y otras como palafitos. Se remodeló la avenida principal y se construyó el bulevar "Daniel Vera".[cita requerida]

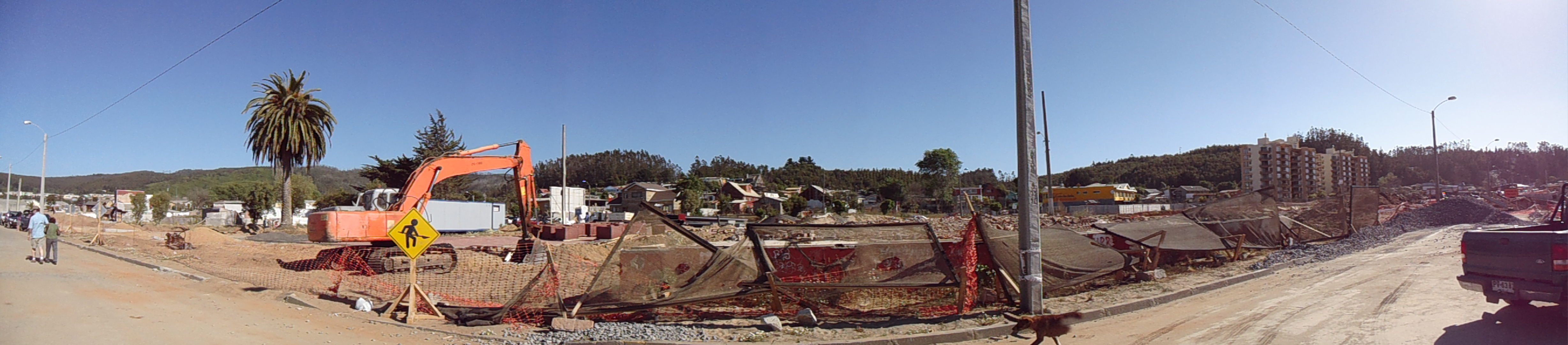
Dichato en 2011, durante la reconstrucción

## Administración
Dichato pertenece a la comuna de Tomé.

## Economía
La principal fuente de ingresos de los habitantes de Dichato es la pesca. Se trata de actividades de captura artesanal de pescados y mariscos, que se comercializan localmente. También se han entregado concesiones marinas, llamadas "áreas de manejo", donde se cultivan ostiones, locos (Concholepas concholepas), ostras, choro zapato y choritos.
Desde la década de 1980 adquirió importancia el turismo, a través de servicios recreativos, de restaurantes de comida típica y alojamientos en pequeños hoteles, residenciales y cabañas particulares.

### Turismo
El desarrollo turístico de esta localidad se ha producido en las últimas dos décadas a través de la apertura de restaurantes, bares y discotecas. También con proyectos inmobiliarios de edificios de departamentos. Sin embargo, el proyecto más grande es el complejo privado Pingueral.
|                           |
| Playa de Dichato en 2007. |

|                                       |
| Antigua costanera de Dichato en 2007. |

|                               |
| Dichato en el verano de 2015. |

### Pingueral
Pingueral es un conjunto residencial ubicado frente a la playa homónima, al lado norte de Dichato, en la comuna de Tomé. Por años su acceso estuvo restringido sólo a los propietarios de las casas del loteo, situación que cambió a partir de 2009, cuando instituciones del gobierno chileno ordenaron dar cumplimiento a las leyes vigentes que garantizan el libre acceso a las playas.

## Educación
En la localidad se ubica la Estación de Biología Marina de Dichato, dependiente de la Universidad de Concepción, que fue inaugurada el 20 de noviembre de 1978. En ella se ubican instalaciones de investigación científica y una lancha científica, el "Kay-Kay".[cita requerida]

## Transportes
Para acceder a Dichato se puede llegar a través de una sola ruta pavimentada (Ruta CH-150) que une Concepción y Tomé. Otra vía de acceso es por el norte, a través de un camino de ripio, en regulares condiciones, desde Coelemu y Boca del Itata. Además existe un camino hacia el poblado de Menque (Ruta O-250) que en un futuro próximo conectará con Rafael y la Autopista del Itata.
Dichato tiene un servicio de buses con alta frecuencia en verano hacia Tomé y Concepción, además de taxis colectivos que llegan hasta Tomé. En invierno, sin embargo, los servicios funcionan con una frecuencia mucho menor.